# Rosasco
Rosasco es una de las comunas (municipalidades, comune en italiano) de la Provincia de Pavía, en la región italiana de Lombardía. Se encuentra a unos 50 km al sudoeste de Milán y a unos 45 km al oeste de Pavía.
Limita con las siguientes comunas: Caresana, Castelnovetto, Cozzo, Langosco, Palestro, Pezzana, Robbio.
Para fines del 2004 contaba con 691 habitantes y un área de 19,8 km².

## Evolución demográfica
| Gráfica de evolución demográfica de Rosasco entre 1861 y 2001 |
|                                                               |
| Fuente ISTAT - elaboración gráfica de Wikipedia               |